# Canals de televisió del Canadà
Es consideren canals de televisió del Canadà tots aquells amb seu d'emissió al Canadà i Quebec. Existeixen canals de televisió anglòfons i francòfons, a més de cadenes regionals i temàtiques.

## Canals generalistes
Canals anglòfons
- CBC Television
- CTV Television Network
- Global Television Network
- CityTV (televisió Canadà)

Canals francòfons
- ICI Radio-Canada Télé
- TVA (televisió)
- V (televisió

## Canals temàtics
- MTV
- Canal de l'Assemblée Nationale (Quebec)
- Disney Channel
- History Channel
- TVA Sports
- CP24
- Discovery Channel
- CBC News Network
- HGTV
- DTour
- Ici ARTV
- Ici RDI
- Canal D
- TV5 Monde Quebec